# En el principio fue la línea de comandos
En el principio... fue la línea de comandos (In the beginning... was the command line) es un ensayo del escritor estadounidense Neal Stephenson, publicado originalmente en Internet en 1999 y más tarde ese mismo año en forma de libro. El ensayo explora la posibilidad de que el software libre pueda reemplazar totalmente al software propietario en un futuro, al eliminar los beneficios económicos para las empresas productoras de este último. También analiza las prácticas empresariales y la filosofía de Microsoft, Apple, y diversas comunidades de software libre.
Stephenson presenta a las diferentes compañías de software como fabricantes de distintos tipos de coches. Microsoft fabrica monovolúmenes de bajo coste, pero a la misma vez con un rendimiento pobre y un atractivo estético casi inexistente; Apple fabrica elegantes coches deportivos, pero los vende a un precio estratosférico y no permite que los usuarios hurguen en el motor; BeOS fabrica batmóviles completamente funcionales, con prestaciones superiores tanto a los monovolúmenes de Microsoft y a los coches deportivos de Apple, y disponibles a un precio inferior a ambos. La oferta de BeOS sólo se ve superada por la de Linux, que Stephenson describe así: 

Linux [...] no es un negocio en absoluto: es un conjunto de tiendas de campaña, yurtas, tipis, y cúpulas geódesicas levantadas en un prado y organizadas por consenso. La gente que vive allí fabrica tanques. No son como los anticuados tanques soviéticos de hierro forjado; son más parecidos a los tanques M1 del ejército de EEUU, fabricados con materiales de la era espacial y repletos de sofisticada tecnología de arriba abajo. Pero son mejores que los tanques del ejército. Han sido modificados de tal modo que nunca (nunca) se averían, son lo bastante ligeros como para usarlos en la calle, y no consumen más que un coche compacto. Estos tanques se producen ahí mismo a un ritmo aterrador, y hay un número enorme de ellos alineados junto a la carretera con las llaves puestas. Cualquiera puede simplemente montarse en uno y marcharse con él gratis.

Sin embargo, Stephenson apunta que la gran mayoría de los usuarios informáticos optan por los productos de Microsoft, una minoría por los de Apple, y una minoría aún menor por los de BeOS y Linux. Stephenson explica estas diferencias como una función de lo que él denomina la disneyficación de los sistemas operativos --es decir, el advenimiento de la interfaz gráfica de usuario (o GUI, de sus siglas en inglés) y, como consecuencia, el de una creciente serie de metáforas que median entre los humanos y el funcionamiento interno de los ordenadores. Los usuarios no prefieren los productos de Microsoft y Apple porque sean inherentemente más sencillos de usar que los de Linux, sino porque parecen más sencillos de usar, y porque confían en que el servicio técnico de Apple y Microsoft se hará cargo de cualquier avería que pueda surgir. Sobre la base de este planteamiento, Stephenson niega que Microsoft constituya un monopolio, cargo que se le imputaba a dicha compañía en aquellos momentos. La existencia de software alternativo, por definición, invalida cualquier acusación de monopolio contra Microsoft. El dominio de Microsoft se debe simplemente a que ha conseguido convencer a una gran mayoría de la población de que sus productos son superiores a los de la competencia.
Stephenson también discute la interfaz de línea de comandos de UNIX (la cual subyace a Linux y a las versiones más recientes de Mac OS) por medio de otra metáfora, esta vez involucrando taladros. La línea de comandos se compara a los taladros de alta potencia usados en la construcción, mientras que la interfaz gráfica de usuario se compara a los taladros de menores prestaciones que se pueden adquirir en las tiendas de bricolaje. La gran potencia de la línea de comandos de UNIX es lo que la hace atractiva a los hackers, aún a pesar de las dificultades que entraña su uso: las interfaces gráficas, por definición menos potentes, quedan reservadas para actividades de ocio, de la misma manera que los taladros de las tiendas de bricolaje están destinados a "satisfacer las delirantes tendencias de urbanitas que creen que han comprado una herramienta de verdad". Llevando la metáfora un poco más allá, Stephenson equipara a los usuarios de interfaces gráficas con la raza de los Eloi (amantes de la belleza y simplicidad de la superficie), mientras que los hackers que usan la línea de comandos son similares a los Morlocks (seres misteriosos que viven bajo la superficie y que hacen que todo siga funcionando).
En este ensayo, Stephenson relata que había usado ordenadores y software de Apple desde 1984 hasta 1995, momento en el que una pérdida de datos catastrófica le llevó a empezar a usar Debian. No obstante, Stephenson volvió a usar ordenadores de Apple después de la publicación de este ensayo --concretamente, en 2001, a raíz de la salida al mercado de Mac OS X. En una entrevista concedida a Slashdot el 20 de octubre de 2004, Stephenson declara:

Me pasé a Mac OS X en cuantó estuvo disponible, y no me he arrepentido de esta decisión. Esto quiere decir que ya no suscribo muchas de las cosas que escribí en En el principio.... Llevo tiempo con la intención de escribir una versión actualizada, pero, si he de serle sincero, no creo que llegue a hacerlo.

En 2004, y con permiso de Stephenson, Garrett Birkel escribió una réplica al ensayo original, actualizando la discusión y examinando críticamente los argumentos de Stephenson. Los comentarios de Birkel se encuentran intercalados con el texto original, el cual permanece intacto.